# ژیل دلوز
ژیل دُلوز (به فرانسوی: Gilles Deleuze) (زادهٔ ۱۸ ژانویهٔ ۱۹۲۵ – درگذشتهٔ ۴ نوامبرِ ۱۹۹۵) فیلسوفی فرانسوی بود. او از متفکّران جریان پسامدرنیسم محسوب می‌شود. بسیاری از پژوهشگران کتاب تفاوت و تکرار را شاهکارش می‌دانند.

## زندگی
در ۱۸ ژانویه ۱۹۲۵ و در پاریس به دنیا آمد. او پیش از آغاز جنگ جهانی دوم وارد مدرسه دولتی شد، و هنگام تجاوز آلمانها برای تعطیلات به نورماندی رفته بود. از ۱۹۴۴ تا ۱۹۴۸ در سوربن فلسفه خواند و در آنجا با میشل بورو، میشل تورنیه و فرانسوا شاله آشنایی دوستانه پیدا کرد. در ۱۹۵۶ با دنیز پل گرانژوان ازدواج کرد. در ۱۹۵۷ تدریس تاریخ فلسفه در دانشگاه سوربن را آغاز کرد، و از۱۹۶۰ تا ۱۹۶۴ به عنوان پژوهشگر با مرکز ملی پژوهش‌های اجتماعی همکاری کرد. تا سال ۱۹۸۷ نیز نشست‌های بسیاری را در رابطه با فیلسوفانی از جمله کانت، لایبنیتس، اسپینوزا، برگسون، و موضوعاتی مانند سینما، موسیقی و کتابهایی همچون اثر دو جلدی «سرمایه‌داری و اسکیزوفرنی» برگزار کرد. دلوز به مدت ۱۰ سال به عنوان استادیار در دانشگاه تدریس می‌کرد. در این دوره بود که دوستی پایداری میان او و میشل فوکو شکل گرفت. او از ۱۹۶۴ تا ۱۹۶۹ در دانشگاه لیون درس می‌داد، سپس به واسطه فوکو به سمت استادی دانشگاه ونسن منصوب شد. در ۱۹۶۸، دلوز پایان‌نامه دکتری اش را که شامل یک بخش بزرگ تحت عنوان «تفاوت و تکرار»، و یک بخش کوچک به نام «اسپینوزا و مسئله بیان» می‌شد، منتشر کرد. در ۱۹۶۸ بروز نشانه‌های بیماری ریوی ای حاد او بود که تمام عمر او را رنج داد. وقتی فوکو در سال ۱۹۸۴ درگذشت، دلوز برای ادای احترام به او در سال ۱۹۸۶ کتابی به نام «فوکو» منتشر کرد که حاصل مطالعاتش دربارهٔ آثار وی بود. او پیش از مرگش اعلام کرده بود که مشغول نوشتن کتابی با عنوان «عظمت مارکس» است اما مرگ مانع از این مهم می‌شود.

## فلسفه
او با دوری از تفکر استعلایی یک فلسفهٔ به‌اصطلاح درون‌ماندگار را بنیان گذاشت و اصول آن را پیرو دانس اسکوتس، اسپینوزا، و نیچه نو کرد تا در نتیجه بتواند به نیروهای مثبت، وافر، و سازندهٔ زندگی آری‌گو باشد. کار او همزمان مبارزه با مفاهیم برآمده از سنت‌های گوناگون ساختارگرایی، پدیدارشناسی، روانکاوی (فرویدی و لکانی)، فلسفهٔ هگلی، و هایدگری و حتی خود تاریخ فلسفه بود که تا سال‌ها خود زندگی را به نفع مسائل کاذب تقبیح می‌کردند. به باور او این پروژه‌های فکری عملاً امکان‌های واقعی و پرشدت زندگی را به نام ایده‌آل‌های اخلاقی و تصاویر کاذب اندیشه محکوم می‌کنند و اغلب توانایی فهم «شدن» یا «صیرورت» در معنای ایجابی، سازنده، و مثبت کلمه را ندارند. به همین خاطر دلوز تاریخ فلسفه را «نسخهٔ اودیپ فلسفه» نامید و به جای آن با الهام از نیچه بر امر غیرتاریخی، امر نابه‌هنگام، و امر تکین اصرار ورزید و بدین طریق از دوگانگی امر کلی و امر جزئی که پیشینه‌ای دراز در تاریخ فلسفه‌ورزی داشت درگذشت.
دلوز تجربه‌گرایی و تکثرگرایی را به نام آزادسازی زندگی و عاطفه‌ها و نیروهایش ارج نهاد و به طرد انواع و اقسام شکل‌های نفی، منفیت، یا تضاد در اندیشه پرداخت تا بتواند به حرکت ناب بپردازد. او با الهام از برگسون به مسئله زمان، کثرت، و شهود نزدیک شد تا بتواند حرکت را دوباره در اندیشه بنشاند. او به وساطت برگسون و نظریاتش به سینما نزدیک شد و باب کاملاً تازه‌ای را در این عرصه گشود که نه تنها توجه فیلسوفان، بلکه فیلمسازان، منتقدان، و علاقه‌مندان سینمایی را نیز به خود جلب کرد. دلوز با الهامی (به قول خودش قلبی) از اسپینوزا به وحدت پسینی، تجربه‌گرایانه، و ساخت‌گرایانهٔ جوهر پرداخت و آن را در مقاطع مختلف با مفاهیم صفحه، نقشه، و سطح متمایز ساخت. او با الهام از هیوم تجربه‌گرایی را به قامت عمل راستین زندگی رساند و امکان‌های تازه برای تولید سوبژکتیویته را به بحث گذاشت.
دلوز جستارهایی را بر اسپینوزا، نیچه، هیوم، برگسون، فوکو، لایبنیتس و کانت نوشته است. او با ابداع مفاهیم نو در نسبت با هر فیلسوف هم فلسفهٔ خودش و هم آنان را با دقت تشریح کرد و نسبت میان این فیلسوفان با یکدیگر و با فلسفهٔ خودش را متمایز ساخت. او سعی کرد تا فلسفه را از چنگ تاریخ فلسفه نجات دهد و هر فیلسوف را با آفرینش‌ها و ابداع‌هایش ارزشگذاری نماید. نوشتن دو جلد کتاب سینمایی و علاقهٔ وافر وی به سینما، ارجاع همیشگی به چهره‌های گوناگون در حوزهٔ ادبیات همچون ساد، مازوخ، کافکا، بکت، پروست، ملویل، باروز و وولف، پرداختن به نقاشی‌های فرانسیس بیکن، پاول کله، ون‌گوگ، رفتن به سراغ موسیقی پیر بولز، و نوشتن دربارهٔ تئاتر آرتو و همکاری با بنه نشانگر پیوندهای عمیق او با حوزه‌های به‌اصطلاح غیر فلسفی است. بسیاری از متفکران کنونی حوزهٔ فلسفه در غرب، نقطهٔ اوج کاری او را کتاب سترگ «تفاوت و تکرار» به حساب می‌آورند چرا که بنیان‌های متافیزیک و منطق در این کتاب مورد بازاندیشی قرار می‌گیرند و سبک تازه‌ای برای مواجهه با جهان و رخدادها طرح می‌شود. اهمیت این آثار چنان بود که فوکو پس از مطالعهٔ «تفاوت و تکرار» و «منطق معنا» در مقاله‌ای با عنوان «تئاتر فلسفه» مدعی شد که چه بسا قرن ما قرنی دلوزی باشد.
دلوز حضور فعالی در جنبش حمایت از فلسطینیان، کمیتهٔ زندانیان، و انقلاب مه ۱۹۶۸ فرانسه داشت. او پس از انقلاب همراه با فلیکس گاتاری چهار کتاب بسیار متمایز نوشت و بیان فلسفی را از اساس نو کرد. این همکاری تا زمان مرگ گاتاری در سال ۱۹۹۲ ادامه داشت. گاتاری نیز یک مبارز کمونیست برجسته در فرانسه و ایتالیا، یک نشانه‌شناس، زبان‌شناس، بوم‌شناس، روان‌کاوی رادیکال در جنبش‌های ضدروان‌کاوی و ضد روان‌پزشکی، و خصوصاً بنیان‌گذار سکیزوکاوی و همین‌طور بوم‌شناسی و نشانه‌شناسی نوین به حساب می‌آید.

### تشابه با هایدگر
از دهه ۱۹۳۰ میلادی به بعد، فیلسوف آلمانی مارتین هایدگر در مجموعه‌ای از دست‌نوشته‌ها و کتاب‌ها درباره مفاهیم «تفاوت»، «هویت»، «نمایشگری» و «رویداد» نوشت. از جمله برجسته‌ترین آثار او «مشارکت در فلسفه (از رویداد)» (Beiträge zur Philosophie (Vom Ereignis)) بود که در فاصله سال‌های ۱۹۳۶ تا ۱۹۳۸ نوشته شد و پس از مرگ او در سال ۱۹۸۹ منتشر گردید. اما، هیچ‌یک از این متون مهم تا زمان مرگ دلوز در سال ۱۹۹۵ به زبان فرانسوی ترجمه نشده بود، که این امر امکان اقتباس مستقیم را به شدت کاهش می‌دهد. با این حال، آثار اولیه هایدگر قابل پیگیری از طریق ریاضیدان آلبرت لوتمن هستند، که تأثیر زیادی از «وجود و زمان» (Sein und Zeit) و «درباره‌ی ذات بنیاد» (Vom Wesen des Grundes، ۱۹۲۸) هایدگر گرفته بود؛ دو اثری که جیمز باهوه توصیف می‌کند با تأثیر «تعیین‌کننده‌ای بر ریاضیدان و فیلسوف قرن بیستم [...] که نظریه ایده‌های دیالکتیکی او توسط دلوز اقتباس و تغییر یافته و برای استفاده خود اصلاح شده است.»
شباهت‌های تفکر متأخر هایدگر (پس از تغییر جهت او) در فاصله سال‌های ۱۹۳۰ تا ۱۹۷۶ با آثار اولیه دلوز در دهه‌های ۱۹۶۰ و ۱۹۷۰، به طور کلی توسط پژوهشگر دلوز، دانیل دابلیو. اسمیت، به این صورت توصیف می‌شوند: «کتاب تفاوت و تکرار می‌تواند به عنوان پاسخی به وجود و زمان خوانده شود (برای دلوز، وجود همان تفاوت و زمان همان تکرار است).»
باهوه ادامه می‌دهد: «...پس Beiträge می‌تواند به عنوان همزاد ناآگاه و خارج از زمان تفاوت و تکرار خوانده شود.» فلسفه دلوز و هایدگر در موضوعات «تفاوت» و «رویداد» نزدیک به هم در نظر گرفته می‌شوند. جایی که برای هایدگر، موجودیت رویدادی تا حدی از طریق تفاوت شکل می‌گیرد، به‌عنوان «...بُعد اساسی مفهوم رویداد»؛ برای دلوز، وجود همان تفاوت است و تفاوت از طریق رویدادها «متمایز می‌شود.» با این حال، در تضاد با این دیدگاه، یوسی بکمن استدلال می‌کند که برای هایدگر، وجود تنها تا حدی متحد است که متشکل از تفاوت است، یا بهتر بگوییم به عنوان حرکت تفاوت، که بیش از حد مشابه ادعاهای متأخر دلوز نیست: «...وحدت و یکنوایی وجود (به معنای هستی)، 'خودی‌بودن' آن، به طور متناقضی به‌طور انحصاری در تفاوت شکل می‌گیرد.»
بیشترین برداشت اشتراکی از مفهوم «وجود رویدادی» هر دو متفکر را به نقد طولانی درباره‌ی نمایشگری که در اندیشه‌های افلاطونی، ارسطویی و کارتزینی دیده می‌شود، سوق داده است؛ همان‌طور که جو هیوز بیان می‌کند: «کتاب "تفاوت و تکرار" یک رمان کارآگاهی است. داستان جنایتی را روایت می‌کند که برخی از خوانندگان دلوز ممکن است آن را جنایتی هولناک بدانند: ظهور نمایشگری.» هایدگر انتقادات خود را بیشتر در مفهوم «چهارگانگی» (Geviert)، یعنی بنیانی غیرمتافیزیکی برای «چیز» (در مقابل «شیء») به‌عنوان «بی‌بنیاد، واسطه‌ای، معنادار و مشترک» و همچنین در قالب «رویداد تصاحب» (Ereignis) شکل داده است. این هستی‌شناسی رویدادی در اثر او «هویت و تفاوت» ادامه دارد، جایی که مفهومی که در «تفاوت و تکرار» به‌طور اساسی بیان شده است، یعنی کنار گذاشتن اولویت هویت، در سراسر متن دیده می‌شود.
حتی در نوشته‌های اولیه هایدگر مانند «وجود و زمان»، نقد نمایشگری در چارچوب «هستی حقیقت» یا فرآیندهای آشکارسازی و پنهان‌سازی (که بر اساس وجود دازاین قرار دارند) مطرح شده است، فرآیندهایی که طی آن موجودات به حضور پدیداری وارد یا از آن خارج می‌شوند. به‌طور مشابه، نقد گسترده دلوز از نمایشگری (در معنای ارائه «شجره‌نامه» باورهای کهنه) بر اساس «هستی یا شدن به‌عنوان تفاوت و تکرار و همچنین فرآیندهای ژنتیکی فردیت‌یابی» ارائه می‌شود، فرآیندهایی که از طریق آن موجودات وجود می‌یابند و سپس از وجود محو می‌شوند.

## مرگ
وی در روز چهارم نوامبر ۱۹۹۵ با پرتاب خودش از پنجره آپارتمانش در پاریس خودکشی کرد.
«ژیل دلوز، فیلسوف و استاد دانشگاه که آثار فراوانش در زمینهٔ هنر، ادبیات و اندیشهٔ انسانی بر متفکران فرانسوی اثرگذار بوده است روز شنبه در پاریس درگذشت. اعضای خانواده‌اش گفتند که او از پنجرهٔ آپارتمانش بیرون پرید تا به بیماری ریوی مزمنش که رو به وخامت بود و اخیراً بابتش تحت عمل جراحی نای قرار گرفته بود، پایان دهد.»

## آثار
۱۹۵۳ - تجربه‌گرایی و سوبژکتیویته: پژوهش در باب طبیعت انسانی بر حسب نظر هیوم

۱۹۶۲ - نیچه و فلسفه

۱۹۶۳ - فلسفهٔ نقادی کانت

۱۹۶۴ - پروست و نشانه‌ها (نسخهٔ دوم در ۱۹۷۲ همراه با افزودن بخش دوم کتاب، نسخهٔ سوم در ۱۹۷۳ همراه با یک یادداشت اضافی دیگر)

۱۹۶۵ - نیچه (به انضمام گزیده متون نیچه به انتخاب مؤلف)

۱۹۶۶ - برگسون‌گرایی

۱۹۶۷ - ارائهٔ مازوخ (عنوان ثانوی «سردی و شقاوت»)

۱۹۶۸ - تفاوت و تکرار (رسالهٔ دکترای مؤلف)

۱۹۶۸ - اسپینوزا و مسئلهٔ بیان (رسالهٔ مکمل دکترای مؤلف، عنوان ثانوی «اسپینوزا: بیان‌گرایی در فلسفه»)

۱۹۶۹ - منطق معنا

۱۹۷۰ - اسپینوزا: فلسفهٔ عملی (نسخهٔ جدید در ۱۹۸۱ با افزودن سه فصل جدید، بازبینی کل کتاب، و حذف گزیده متون اسپینوزا)

۱۹۷۲ - ضد اودیپ: جلد اول از سرمایه‌داری و اسکیزوفرنی (همراه با فلیکس گاتاری)

۱۹۷۵ - کافکا: به سوی ادبیاتی صغیر (همراه با فلیکس گاتاری)

۱۹۷۷ - دیالوگ‌ها (همراه با کلر پارنه، نسخهٔ جدید در ۱۹۹۶ با افزودن یک یادداشت به انتهای کتاب)

۱۹۷۹ - انطباق‌ها (همراه با کارملو بنه)

۱۹۸۰ - هزار فلات: جلد دوم از سرمایه‌داری و اسکیزوفرنی (همراه با فلیکس گاتاری)

۱۹۸۱ - فرانسیس بیکن: منطق حسانیت

۱۹۸۳ - سینما ۱: تصویرحرکت

۱۹۸۵ - سینما ۲: تصویرزمان

۱۹۸۶ - فوکو

۱۹۸۸ - تا: لایبنیتس و باروک

۱۹۹۰ - مذاکرات

۱۹۹۱ - فلسفه چیست؟ (همراه با فلیکس گاتاری)

۱۹۹۳ - انتقادی و بالینی (عنوان ثانوی «مقالات انتقادی و بالینی»)

۲۰۰۱ - درون‌ماندگاری ناب

۲۰۰۲ - جزایر متروک و دیگر متون (۱۹۵۳–۱۹۷۴)

۲۰۰۴ - دو رژیم جنون: مقاله‌ها و مصاحبه‌ها (۱۹۷۵–۱۹۹۵)